# Zarmandukht
Zarmandukht, född 300-talet, död efter 378, var drottning av Armenien genom sitt giftermål med Papas av Armenien. Hon var Armeniens regent som förmyndare för sina omyndiga söner Arshak III av Armenien och Vologases III av Armenien från 378. Hennes regentskap var dock nominellt, eftersom hennes söner endast var marionetter under rikets verkliga regent, Manuel Mamikonian.